# Juan Manuel Tato
Juan Manuel Tato (* 18. Juli 1902 in Buenos Aires, Argentinien; † 28. März 2004 ebenda) war ein argentinischer HNO-Mediziner und Hochschullehrer.
Tato war Professor an der Universität Buenos Aires, Autor zahlreicher Fachbücher und unter anderem seit Dezember 1992 Mitglied des internationalen Herausgeber-Stabs des „Ear, Nose & Throat Journals“. Sein Buch „Lecciones in Audiología“ (1948) wurde in Fachkreisen der Hals-Nasen-Ohren-Heilkunde zur Pflichtlektüre in ganz Lateinamerika.
Er war ein Vetter des Bischofs Manuel Tato (1907–1980).